# Felsőfüle

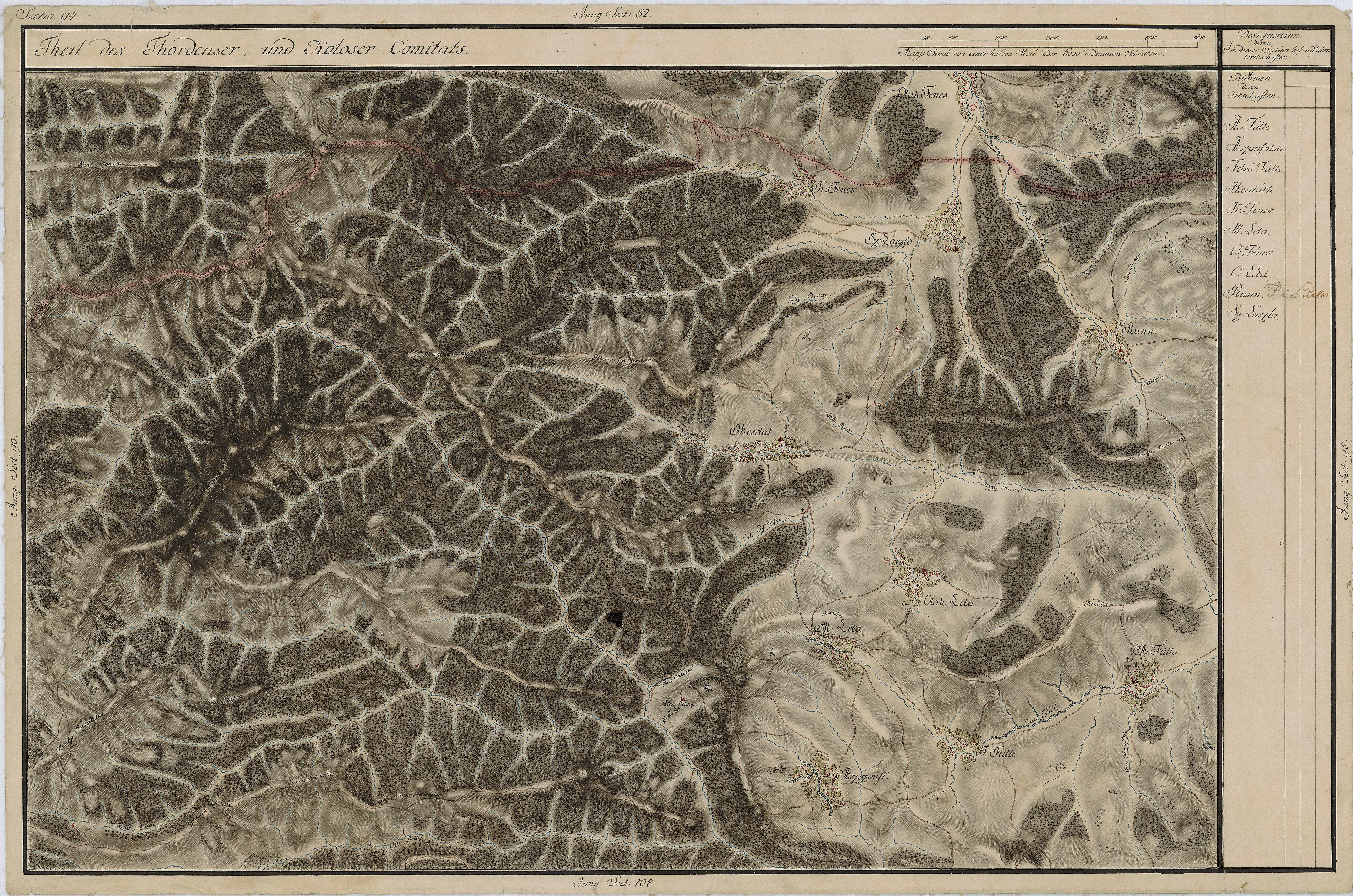
Felsőfüle egy régi térképen

Felsőfüle románul: Filea de Sus, falu Romániában, Erdélyben, Kolozs megyében.

## Fekvése
Tordától nyugatra fekvő település.

## Története
Felsőfüle, Füle nevét 1450, 1456-ban említette először oklevél Felseffyle ~ Felsewfyle néven. 1500-ban Felsewfyle Léta vár tartozéka volt. 1670-ben egy Hévszamoson kelt oklevél Czukan Györgyöt említette, aki egy fiával „az tatárjárástul fogva” Felső Filen lakott. Későbbi névváltozatai: 1733-ban Felső-File, 1750-ben Fyle dye szusz, 1808-ban Füle (Felső-), 1861-ben Felső-Füle, Silu gyin szusz, 1913-ban Felsőfüle.
A trianoni békeszerződés előtt Torda-Aranyos vármegye Alsójárai járásához tartozott. 1910-ben 425 lakosából 17 magyar, 408 román volt. Ebből 400 görögkatolikus, 8 görögkeleti ortodox, 10 izraelita volt.

## Nevezetességek
- Görög keleti temploma 1785-ben épült[2]

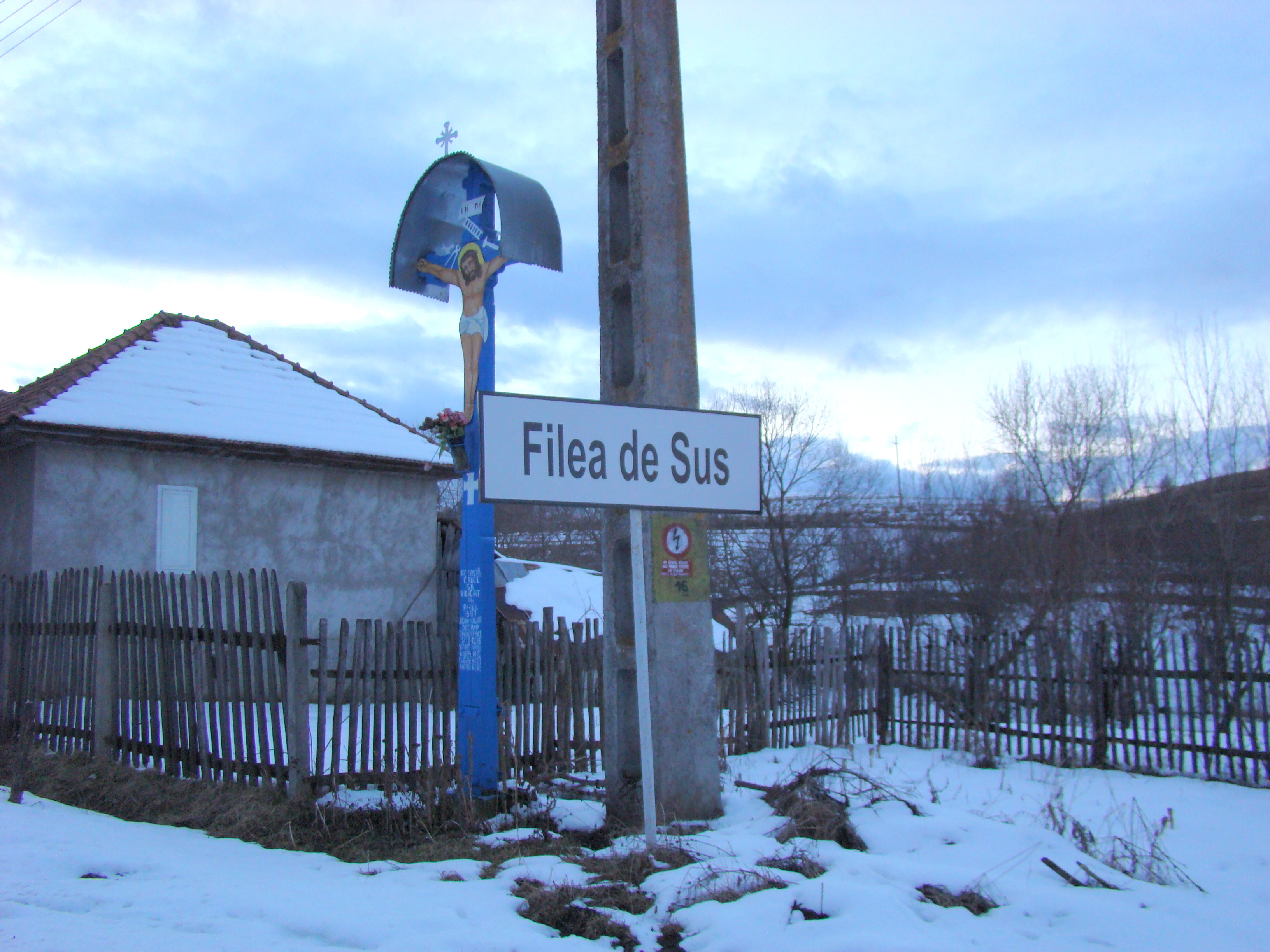
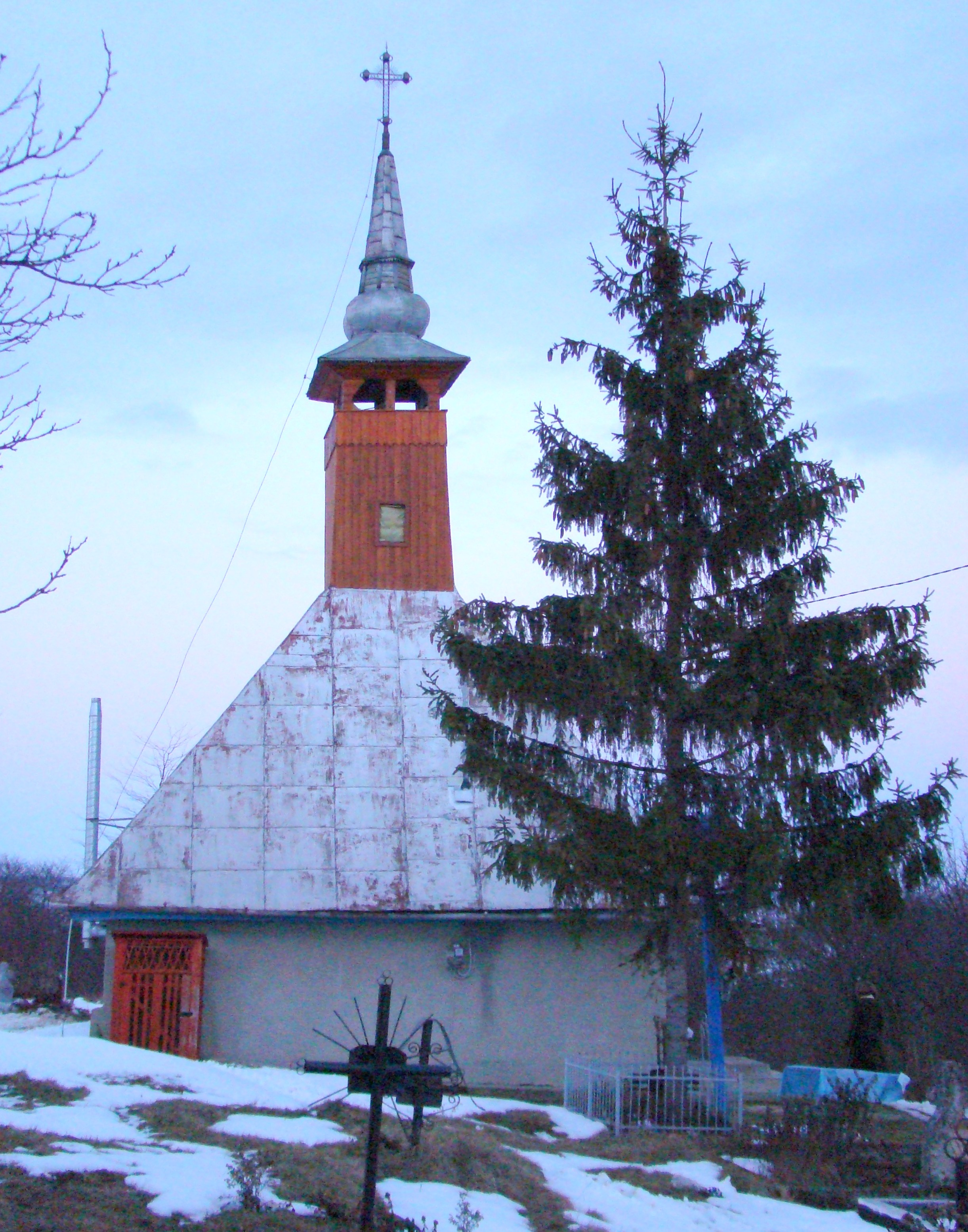
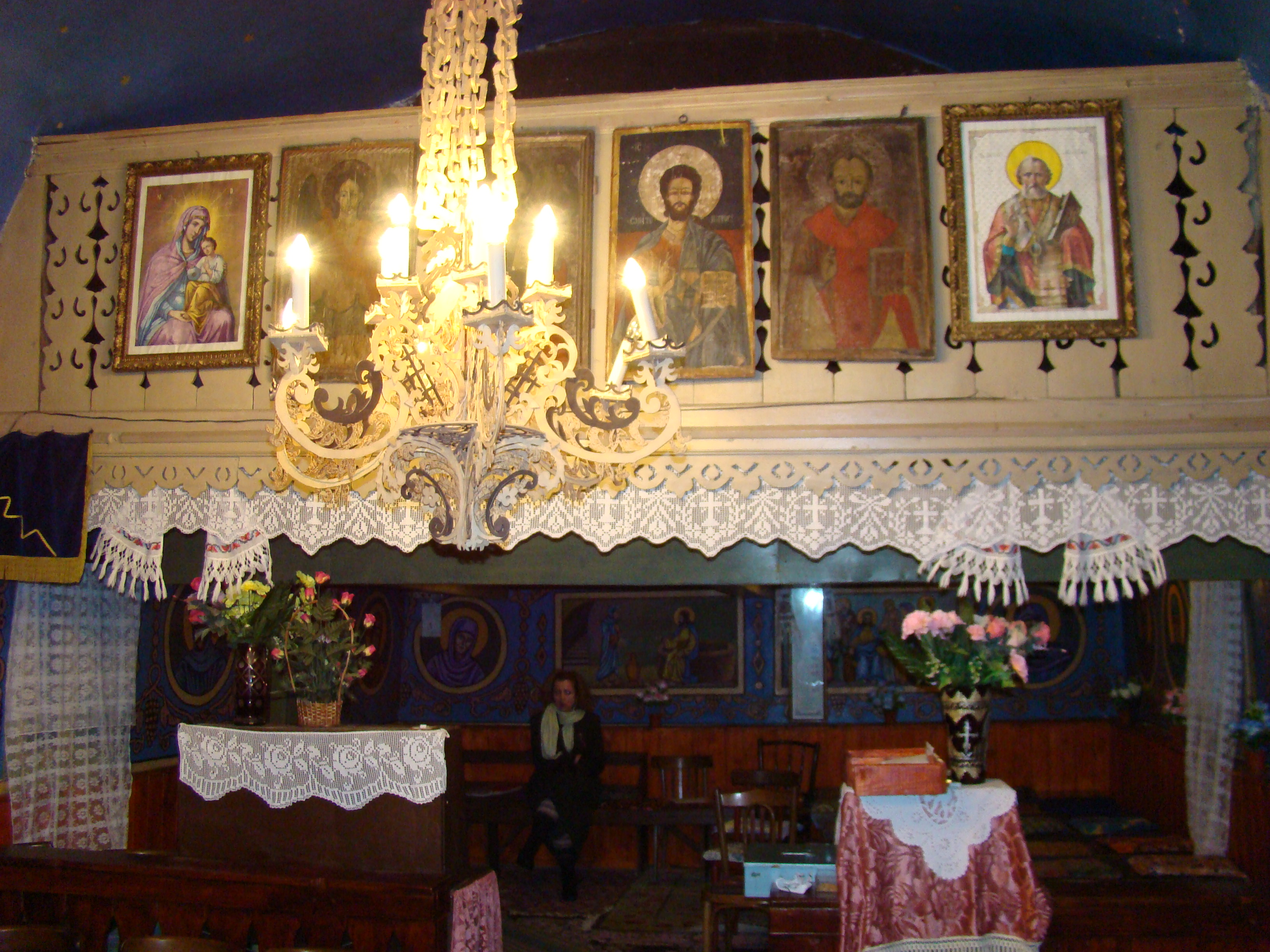
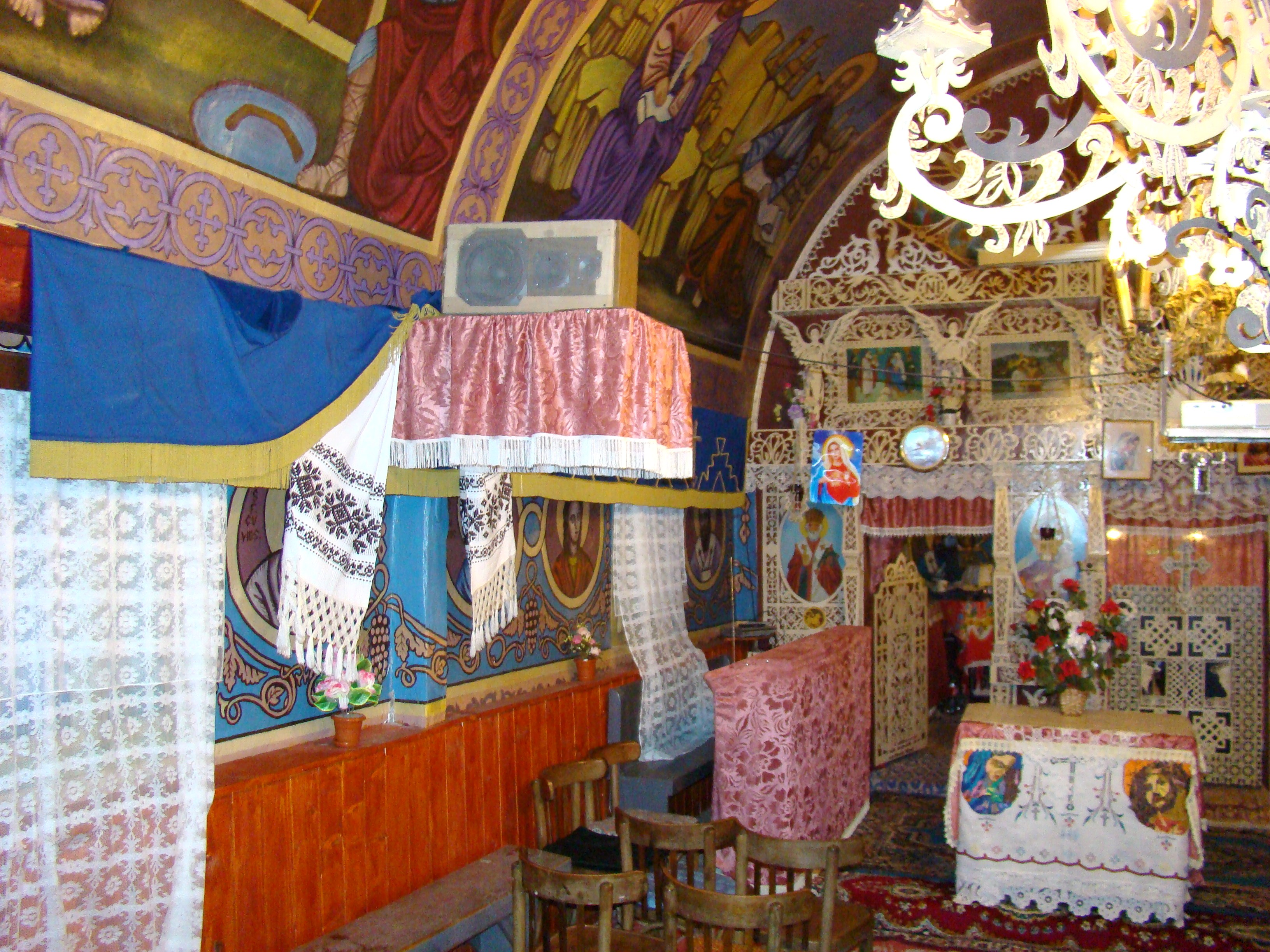
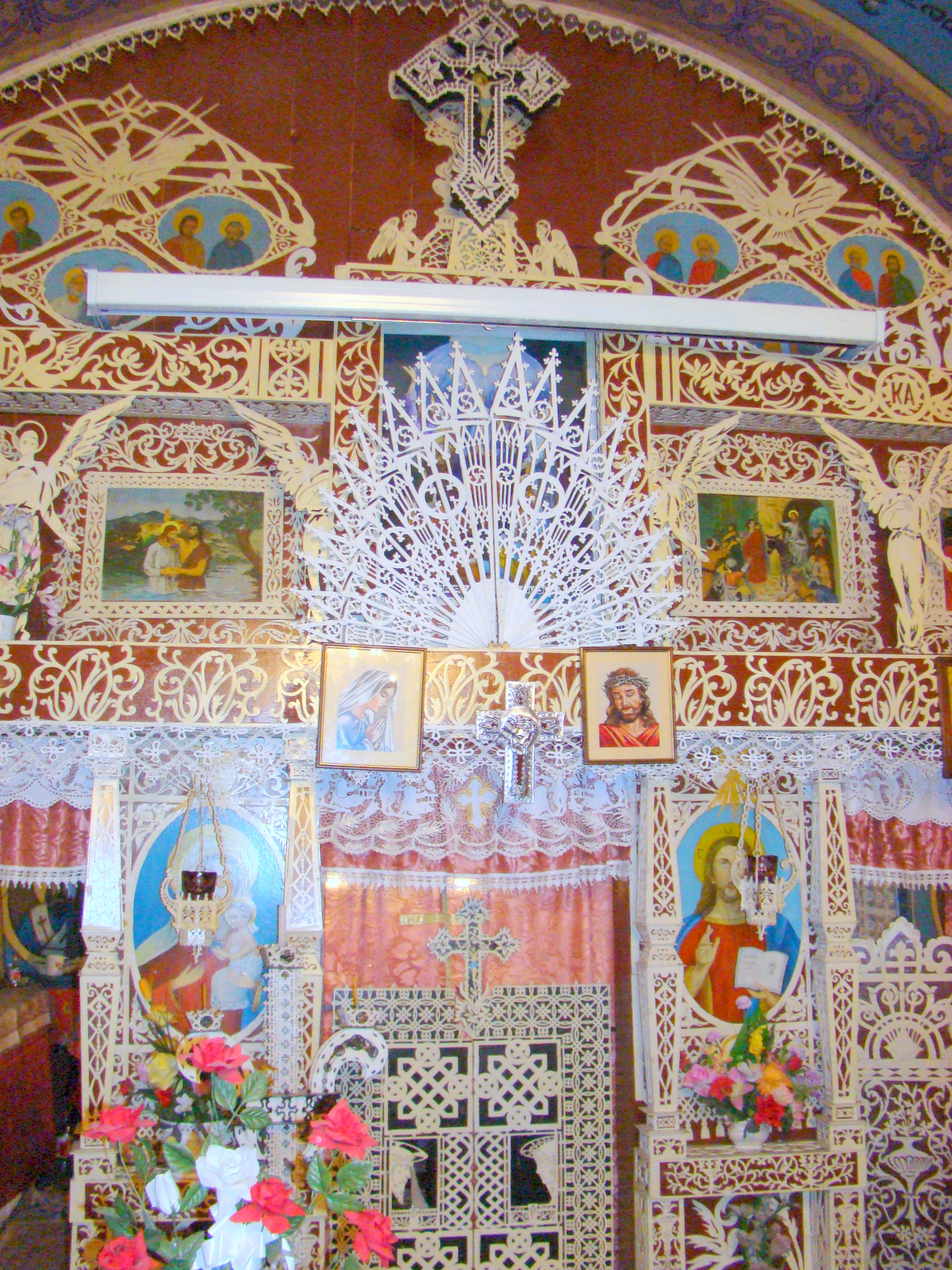